# Загальноосвітня школа № 2 (Межиріч, Дніпропетровська область)
К.З Межиріцька гімназія І-ІІІ № 2 — україномовний навчальний заклад І-III ступенів акредитації у селі Межиріч, Павлоградського району Дніпропетровської області.

## Загальні дані
Межиріцька загальноосвітня школа І-ІІІ ступенів № 2 розташована за адресою: вул. Зелена, 72, село Межиріч (Павлоградський район) — 51473, Україна.
Директор — Пономаренко Тетяна Василівна.
Мова викладання — українська.

## Профіль
Школа бере участь у регіональних та міжнародних освітніх програмах: Модернізація сільської освіти Дніпропетровщини.
Навчально - виховний процес забезпечують - 17 вчителів: вчителів вищої категорії - 8; спеціаліст І категорії – 3; спеціаліст ІІ категорії – 3; спеціаліст - 3; без категорії - 1; відмінник освіти - 1; учитель методист - 2; старший учитель - 4.
В школі організовано заняття з хореографії.

### Профільна освіта учнів
З 2007 р. – школа працює за природничим напрямом (біолого–хімічним профілем)
З 2010 р. – впроваджено другий профіль навчання для учнів 10 класу – суспільно-гуманітарний напрям (правовий профіль)
Допрофільна підготовка учнів
- 2 – 9 клас "Основи інформаційних технологій”;
- 7 – 8 клас "Юний хімік”;
- 7 – 9 клас "Основи теорії подільності”, "Вебдизайн”;
- 8 – 9 клас "Моя економіка”, "Основи споживчих знань”.

Сьогодні школа – розвинутий освітній заклад, який має сучасні кабінети, навчальну майстерню, спортивний зал, бібліотеку, їдальню, методичний кабінет, комп’ютерний клас.

## Історія
Школа бере свій початок від церковно-приходської школи з 1900 року, вчителем якої був батюшка. Ця школа існувала до 1922 року. А в 1922 році було збудовано нове приміщення Мавринської початкової школи. Нині тут знаходиться дитячий садок «Веселка».
З 1950 року вона стала семирічкою. А з серпня 1959 року – реорганізувалась в Мавринську восьмирічку, директором якої став Чуприна Степан Григорович. А трохи пізніше – 1 січня 1966 року – перейменована в Межиріцьку восьмирічну школу.
Ідея побудови нової школи зародилась у Степана Григоровича, який звернувся до голови колгоспу Обдули І.С. з пропозицією збудувати нову школу. І голова колгоспу дає згоду. Школу збудовано за 1,5 роки за кошти колгоспу. Відкриття відбулося у грудні 1977 року.
Після того, як Степан Григорович пішов на заслужений відпочинок, директором школи з 1 вересня 1979 року стала Олійник Є. Ю. Саме їй найбільше зусиль треба було докласти на оформлення школи, яка зростала, розвивалась, процвітала. Більше 15 років директором школи пропрацювала Петренко Лідія Яківна. Саме завдяки її розумному керівництву протягом декількох років школа тримала перші місця в районі. А з 1994 року Межиріцька восьмирічна стала середньою школою № 2.
З 2000 року директором школи працює молодий, здібний педагог – Ю. В. Петухов, який користується авторитетом серед односельчан, колег та вчителів району.
З 2004 року педагогічний колектив очолює вчитель-методист, відмінник народної освіти, депутат сільської ради – Т. В. Пономаренко.